# توماس غرين
توماس غرين (بالإنجليزية: Thomas Green)‏ هو عسكري أمريكي، ولد في 8 يونيو 1814 في مقاطعة بوكنغهام في الولايات المتحدة، وتوفي في 12 أبريل 1864 في النهر الأحمر الجنوبي في الولايات المتحدة.